# Dopaminantagonist
En dopaminantagonist är ett läkemedel som blockerar dopaminreceptorer (av vilka det finns fem typer i den mänskliga kroppen: de finns i hjärnan, perifera nervsystemet, blodkärl och njurarna).
Några av dessa läkemedel är ofta kopplade med en serotoninantagonist och är använda för behandling av vissa psykoser. Dopaminantagonister används i psykiatrin mot psykos inkluderar atypiska antipsykotika, som klozapin, risperidon, olanzapin, quetiapin, ziprasidon och paliperidon.
Andra dopaminantagonister inkluderar antiemetikat metoklopramid och droperidol.
Dopaminantagonister kan ge hormonella störningar i och med att många preparat inom denna kategori kan orsaka hyperprolaktinemi, vilket bland annat kan ge sexuella biverkningar.